# 建築の七灯

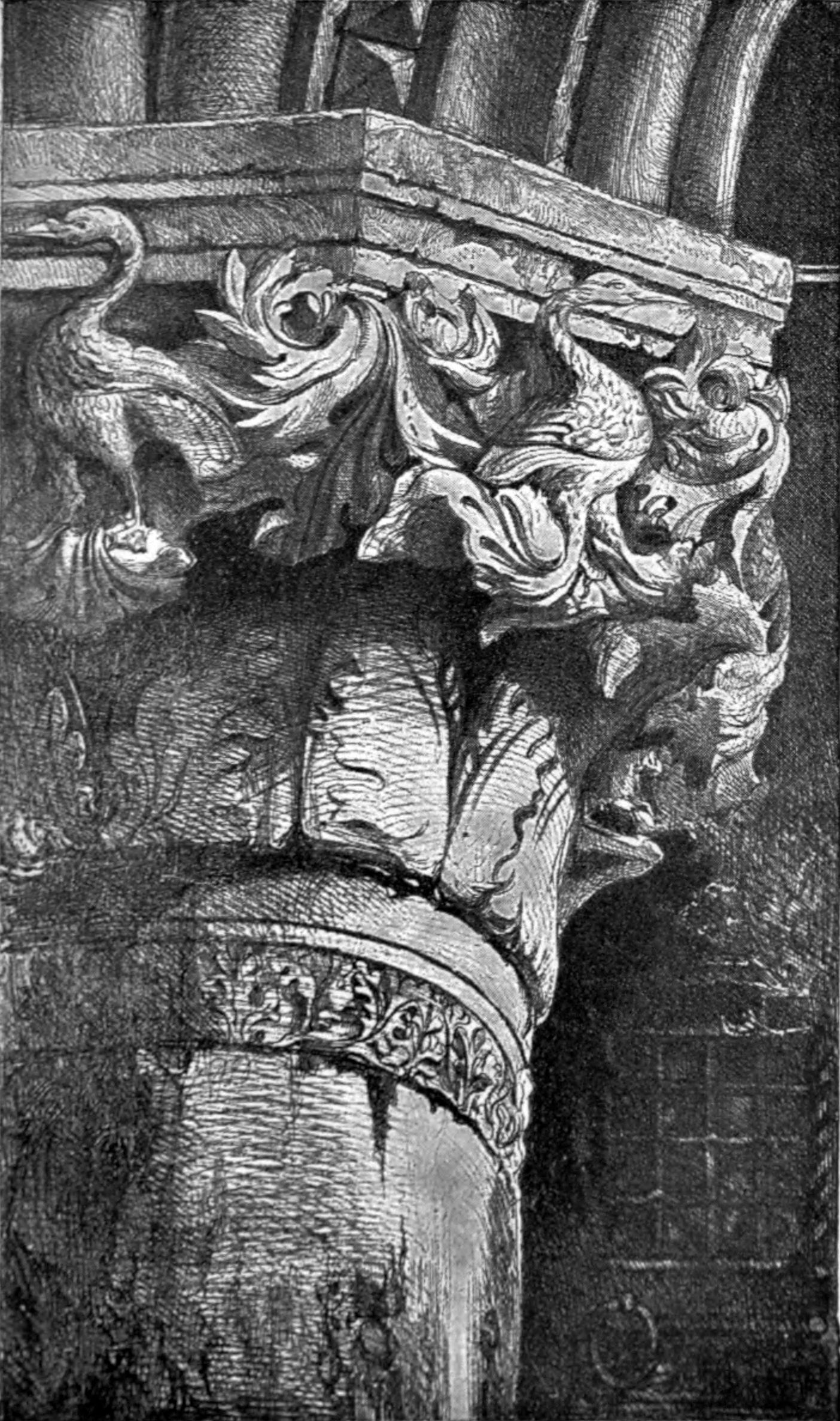
『建築の七灯』所載の著者による挿画
ヴェネツィアのドゥカーレ宮殿の柱頭

『建築の七灯』（The Seven Lamps of Architecture）は、イギリスの美術評論家ジョン・ラスキンによって1849年に書かれた建築思想書である。ラスキンの建築に対する基本的な考え方を7つの章に分けて解説している。

## 概要
7つの灯とは以下のとおり。
1. 犠牲の灯 - 建築は神に対する人間の愛と服従を目に見える形で示した捧げものでなくてはならない。
2. 真実の灯 - 素材も構造も誠実でなければならない。
3. 力の灯 - 神から与えられた力を行使し、自然の崇高さと同調するような大きさがなくてはならない。
4. 美の灯 - 神が創られた完璧な美である自然に倣った装飾をしなくてはならない。
5. 生命の灯 - 人間の手で造られた命の建築でなければならない。
6. 記憶の灯 - 時代に評価され、歴史に刻まれるようなものでなくてはならない。
7. 服従の灯 - （英国の）国家や文化、信仰を体現するものでなくてはならない。

ラスキンのこうした考え方は、ゴシック・リヴァイヴァル建築を牽引したオーガスタス・ウェルビー・ノースモア・ピュージンらの考えに同調し発展させたもので、のちにウィリアム・モリスやアーツ・アンド・クラフツ運動に大きな影響を与えた。

## 訳書
- 『建築の七燈』 高橋松川訳、岩波文庫、1930年、復刊1991年・1997年ほか
- 『建築の七燈』 杉山真紀子訳、鹿島出版会、1997年